# Mala Rečica
Mala Rečica (makedonsky: Мала Речица, albánsky: Reçica e Vogël) je vesnice v Severní Makedonii. Nachází se v opštině Tetovo v Položském regionu.

## Geografie
Vesnice se nachází 3 km jižně od centra města Tetovo a lze ji tak považovat za jeho předměstí. Nachází se v nadmořské výšce 460 metrů.

## Historie
Vesnice byla založena podle legendy pastýřem Neven Pejo. Ten se svým stádem vracel do pohoří Šar Planina kvůli bohatým zdrojům minerální vody a v horkých letních dnech popíjel horskou vodu. Zemědělci v okolí pramenů sázeli ovocné sady a časem zde začali stavět své domy. Vesnice Mala Rečica je dodnes známá jako nejlepší zemědělská plocha v Položském regionu.
Z nedávné historie vesnice Mala Rečica proslula v roce 1994 nelegálním založením univerzity, kde se mělo vyučovat jen v albánském jazyce. Po rozhodnutí vlády o uzavření školu v roce 1995 vypukly silné nepokoje, během nichž byla zabita jedna osoba.

## Demografie
Podle statistik Vasila Kančova z roku 1900 žilo ve vesnici 300 obyvatel, všichni albánské národnosti.
Podle posledního sčítání lidu z roku 2002 žije ve vesnici 8 353 obyvatel. Etnickými skupinami jsou:
- Albánci - 8 321
- Turci - 4
- Makedonci - 1
- Srbové - 1
- ostatní - 26

| Rok            | 1900 | 1929 | 1948 | 1953 | 1961 | 1971  | 1981  | 1994  | 2002  |
| -------------- | ---- | ---- | ---- | ---- | ---- | ----- | ----- | ----- | ----- |
| Počet obyvatel | 300  | 408  | 610  | 671  | 957  | 1 963 | 3 853 | 7 005 | 8 353 |